# Киргизско-малайзийские отношения
Киргизско-малайзийские отношения — дипломатические отношения между Кыргызстаном и Малайзией. У Кыргызстана есть посольство в Куала-Лумпуре, посольство Малайзии в Ташкенте имеет аккредитацию в Кыргызстане.

## История
Дипломатические отношения между двумя странами были установлены 2 апреля 1992 года согласно документу об установлении дипломатических отношений. Посольство Кыргызстана в Куала-Лумпуре открылось в 1997 году. В 1995 году президент Кыргызстана Аскар Акаев совершил первый официальный визит в Малайзию, в следующем же году премьер-министр Малайзии Махатхир Мохамад нанёс ответный официальный визит в Киргизию. С тех пор двусторонние отношения значительно улучшились в торгово-экономической, инвестиционной, культурной, гуманитарной и других сферах, представляющих взаимный интерес.

## Экономические отношения
В настоящее время Кыргызстан стремится к укреплению экономических связей с Малайзией. Во время встречи с бывшим премьер-министром Малайзии Наджибом Тун Разаком в 2013 году Кыргызстан объявил о намерении привлечь малайзийские инвестиции в страну. Двусторонняя торговля между двумя странами остается небольшой — около 3 миллионов долларов США из-за отсутствия прямого воздушного сообщения между Бишкеком и Куала-Лумпуром, но многие малайзийские компании начали искать возможности для инвестиций в страну.